# José María de la Torre Martín
José María de la Torre Martín (9 de setembro de 1952 – 14 de dezembro de 2020) foi um bispo católico mexicano.

## Biografia
De la Torre Martín nasceu no México e foi ordenado ao sacerdócio em 1980. Ele serviu como bispo titular de Panatoria e como bispo auxiliar da Arquidiocese Católica Romana de Guadalajara, no México, de 2002 a 2008 e como bispo da Diocese Católica Romana de Aguascalientes, no México, de 2008 até à sua morte em 2020. Ele morreu em Leão em 14 de dezembro de 2020, após testar positivo para COVID-19.